# 長村大
長村 大（おさむら だい、1976年7月9日 - ）は、日本プロ麻雀連盟に所属する競技麻雀のプロ雀士。以前は、最高位戦日本プロ麻雀協会や日本プロ麻雀協会に所属していた。

## 獲得タイトル
- 第11期麻雀最強位(1999年、当時は最高位戦所属)[4]
- 第3期麻雀棋士奨励会優勝[2]
- 第1期王翔位[2]

## 著書
- 長村大の麻雀 真・デジタル （2003年7月1日、毎日コミュニケーションズ） ISBN 978-4839911508

## 作品

### 一般DVD
- プロ麻雀リーグ プロが選ぶ一局編（2005年3月30日、エイベックス）